# Пластер-Рок
Пластер-Рок (англ. Plaster Rock) — село в Канаді, у провінції Нью-Брансвік, у складі графства Вікторія.

## Населення
За даними перепису 2016 року, село нараховувало 1023 особи, показавши скорочення на 9,9%, порівняно з 2011-м роком. Середня густина населення становила 336,1 осіб/км².
З офіційних мов обидвома одночасно володіли 105 жителів, тільки англійською — 885. Усього 5 осіб вважали рідною мовою не одну з офіційних.
Працездатне населення становило 49,1% усього населення, рівень безробіття — 19,3%.
Середній дохід на особу становив $28 306 (медіана $23 989), при цьому для чоловіків — $37 426, а для жінок $19 693 (медіани — $34 133 та $20 544 відповідно).
38,2% мешканців мали закінчену шкільну освіту, не мали закінченої шкільної освіти — 26,5%, 34,7% мали післяшкільну освіту, з яких 11,9% мали диплом бакалавра, або вищий.
| Статево-вікова структура населення | Статево-вікова структура населення | Статево-вікова структура населення | Статево-вікова структура населення | Статево-вікова структура населення |
| ---------------------------------- | ---------------------------------- | ---------------------------------- | ---------------------------------- | ---------------------------------- |
|                                    |                                    |                                    |                                    |                                    |
| Всього                             | Всього                             | 46,3%53,7%                         |                                    |                                    |
| 0 — 14 років                       | 0 — 14 років                       |                                    | 13,2%                              | 13,2%                              |
| 15 — 64 років                      | 15 — 64 років                      |                                    | 58,5%                              | 58,5%                              |
| 65 і більше                        | 65 і більше                        |                                    | 28,3%                              | 28,3%                              |
| 85 і більше                        | 85 і більше                        |                                    | 5,4%                               | 5,4%                               |
| Середній вік (років)               | Середній вік (років)               | 46,050,4                           | 48,4                               | 48,4                               |
| Медіана (років)                    | Медіана (років)                    | 51,055,5                           | 53,4                               | 53,4                               |
| — чоловіки — жінки                 |                                    |                                    |                                    |                                    |

| Походження мешканців:     | Походження мешканців:     | Походження мешканців: | Походження мешканців: | Походження мешканців: |
| ------------------------- | ------------------------- | --------------------- | --------------------- | --------------------- |
| Походження                |                           |                       | осіб                  | %                     |
| Корінні американці        | Корінні американці        |                       | 10                    | 1.05%                 |
| Інше північноамериканське | Інше північноамериканське |                       | 580                   | 61.05%                |
| Європейське               | Європейське               |                       | 620                   | 65.26%                |
| британське                | британське                |                       | 510                   | 53.68%                |
| французьке                | французьке                |                       | 195                   | 20.53%                |
| українське                | українське                |                       | 10                    | 1.05%                 |
| Азійське                  | Азійське                  |                       | 25                    | 2.63%                 |

## Клімат
Середня річна температура становить 3,8°C, середня максимальна – 22,4°C, а середня мінімальна – -19,4°C. Середня річна кількість опадів – 1 081 мм.
| Клімат поселення                              | Клімат поселення | Клімат поселення | Клімат поселення | Клімат поселення | Клімат поселення | Клімат поселення | Клімат поселення | Клімат поселення | Клімат поселення | Клімат поселення | Клімат поселення | Клімат поселення | Клімат поселення |
| Показник                                      | Січ.             | Лют.             | Бер.             | Квіт.            | Трав.            | Черв.            | Лип.             | Серп.            | Вер.             | Жовт.            | Лист.            | Груд.            |                  |
| Середній максимум, °C                         | −6,3             | −4,49            | 1,74             | 9,16             | 16,60            | 21,92            | 22,38            | 21,58            | 16,31            | 10,30            | 4,02             | −4,16            |                  |
| Середня температура, °C                       | −12,84           | −11,03           | −4,81            | 2,62             | 10,06            | 15,39            | 18,36            | 17,55            | 12,28            | 6,28             | 0,00             | −8,18            |                  |
| Середній мінімум, °C                          | −19,4            | −17,58           | −11,37           | −3,94            | 3,50             | 8,83             | 14,35            | 13,54            | 8,26             | 2,26             | −4,02            | −12,2            |                  |
| Норма опадів, мм                              | 90               | 65               | 74               | 70               | 90               | 91               | 113              | 104              | 102              | 88               | 99               | 95               |                  |
| Середньомісячна швидкість вітру, м/с          | 3.75             | 3.80             | 4.01             | 3.88             | 3.65             | 3.28             | 2.98             | 2.90             | 3.15             | 3.50             | 3.69             | 3.70             |                  |
| Середньомісячна сонячна радіація, кДж/м²·день | 5003             | 8318             | 12232            | 15787            | 18497            | 20333            | 19669            | 17342            | 12743            | 7862             | 4696             | 3861             |                  |
| --------------------------------------------- | ---------------- | ---------------- | ---------------- | ---------------- | ---------------- | ---------------- | ---------------- | ---------------- | ---------------- | ---------------- | ---------------- | ---------------- | ---------------- |
| Джерело:                                      |                  |                  |                  |                  |                  |                  |                  |                  |                  |                  |                  |                  |                  |